# Пам'ятник Івану Мазепі (Мазепинці)
Па́м'ятник Іва́ну Мазе́пі в Мазе́пинцях — перший в Україні та Європі пам'ятник гетьману Івану Мазепі, встановлений 6 листопада 1994 року в його родовому селі Мазепинці Білоцерківського району Київської області.

## Історія
Ініціатором, натхненником та спонсором встановлення пам'ятника гетьману Мазепі в Мазепинцях Київської області виступив відомий український меценат, американець українського походження, Маріян Коць, що нині живе неподалік Нью-Йорка. Встановлення монументу проходило за участі Міжнародного освітнього фонду імені Ярослава Мудрого. Автором проекту пам'ятника став скульптор Євген Горбань.
Пам'ятник урочисто відкрито 6 листопада 1994 року в присутності керівників держави, послів, представників політичних партій та громадських організацій. Відкривав монумент безпосередньо Президент України Леонід Кравчук.
На п'єдесталі пам'ятника викарбувані роки правління гетьмана (1687–1709) та рядки з однієї із дум Івана Мазепи: «А за віру хоч умріте і вольностей бороніте». Навколо пам'ятника влаштований невеликий ялиновий парк.
За словами співробітника Інституту історії НАН України Ольги Ковалевської, відкриття пам'ятника Івану Мазепі в 1994 році мало велике значення для всього українського суспільства, оскільки засвідчило офіційне визнання гетьмана видатним історичним діячем та визнання його внеску в історію та розвиток української культури.

## Галерея

## Також дивіться
- Пам'ятник Івану Мазепі (Галац)
- Пам'ятник гетьману Мазепі та королю Карлу ХІІ (Дігтярівка)
- Пам'ятник Івану Мазепі (Кергонксон)
- Пам'ятник Івану Мазепі (Перхтольдсдорф)
- Пам'ятник Івану Мазепі (Чернігів)